# Konflikt w Kabindzie
Konflikt w Kabindzie – separatystyczna rebelia, mająca na celu secesję Kabindy od Angoli.
Kabinda to region oddzielony od Angoli terytorium Demokratycznej Republiki Konga. Bogaty jest w surowce naturalne, szczególnie w ropę naftową. W Kabindzie większość osób posługuje się językiem francuskim, podczas gdy w Angoli dominuje język portugalski.
1 sierpnia 1975 roku Kabinda ogłosiła niepodległość od Portugalii. Prezydentem kraju został Luiz Branque Franque. W listopadzie tego samego roku Kabindę zajęły wojska Angoli i Kuby. Od tego czasu działa tutaj ruch wyzwoleńczy pod nazwą Front Wyzwolenia Enklawy Kabindy (FLEC). Według Organizacji Narodów i Ludów Niereprezentowanych, Kabinda jest terenem okupowanym przez Angolę.
W latach dziewięćdziesiątych XX wieku rząd Angoli poczynił wysiłki mające skłonić partyzantów FLEC do złożenia broni. Dzięki temu, 22 maja 1996 roku podpisano układ o zawieszeniu broni. Jednak pod koniec tego samego roku starcia zostały wznowione. W roku 2000 rebelianci wzięli kilku cudzoziemców przebywających w Kabindzie jako zakładników. Rok później porwano także pięciu portugalskich pracowników budowlanych. Wszystkich uwolniono do lipca 2001 roku.
W roku 2002 w Kabindzie stacjonowało 30 tys. angolskich żołnierzy, których zadaniem było nie dopuścić do wybuchu powstania. We wrześniu 2002 roku rząd angolski ogłosił gotowość rozmów z separatystami. Oferowano wprowadzenie autonomii, jednakże wykluczono możliwość nadania niepodległości. Po załamaniu się rokowań w październiku żołnierze zniszczyli główną bazę wojskową partyzantów w Kungo-Shonzo i rozbili ich struktury. Działacze praw człowieka oskarżyli wojska angolskie o egzekucje, morderstwa, bezpodstawne aresztowania, tortury, gwałty i grabieże podczas tej kampanii. W roku 2003 sześciu wysokich rangą działaczy FLEC oddało się do dyspozycji władz. W lipcu przywódca partyzantów, Ranque Franque, spotkał się z władzami kraju w Luandzie, co zdawało się wówczas zapowiadać rozwiązanie konfliktu.
W sierpniu 2006 roku podpisano zawieszenie broni między FLEC i rządem. Porozumienie przewidywało amnestię dla separatystów. Rozejm ten okazał się fikcją, gdyż bojówek nie rozbrojono, a sporadyczne ataki partyzanckie trwały nadal. Najgłośniejszym atakiem rebeliantów Frontu Wyzwolenia Enklawy Kabindy była zasadzka na piłkarską reprezentację Togo 8 stycznia 2010 roku, przy granicy z Demokratyczną Republiką Konga. Piłkarze jechali do Angoli na rozgrywany tam Puchar Narodów Afryki. Kabindyjscy separatyści ostrzelali autokar. W ataku zginął drugi trener reprezentacji Togo, jej rzecznik prasowy oraz kierowca autokaru. Rannych zostało kilku zawodników, m.in. drugi bramkarz reprezentacji.